# Hänifä Mälikova
Hänifä Mälikova (azerbajdzjanska: Hənifə Məlikova), född 1856, död 1929, var en azerisk pedagog. Hon var en av den azeriska kvinnorörelsens pionjärer. 
Hon utbildade sig till lärare i Georgien och blev en av de första muslimska azeriska kvinnor som fick en formell utbildning och blev yrkesverksam. Vid återkomsten till Azerbajdzjan undervisade hon från 1881 barn i sitt hem. Hon var föreståndare för pionjärskolan för flickor i Azerbajdzjan, Kejsarinnan Alexandras Ryska Muslimska Internatskola för flickor 1901–1905. 